# Технологія одержання висококонцентрованої водовугільної суспензії
Техноло́гія оде́ржання висококонцентро́ваної водову́гільної суспе́нзії передбачає збагачення вугілля, подрібнення збагаченого вугілля до крупності 0-100 (200) мкм і гомогенізацію суспензії з пластифікаторами.
Найперспективнішою технологією одержання ВВВС є мокре подрібнення вугілля у млині. Найбільш часто застосовуються домішки на основі технічних лігносульфонатів (відходи при виробництві паперу за сульфітною технологією), гуматні реагенти (натрієві солі гумінових кислот різних фракцій), поліфосфати, які ефективно діють в лужному середовищі (при рН = 9÷11).
Виробництво седиментаційно стійкої ВВВС на основі збагаченого (малозольного) вугілля (зольністю менше 8%) потребує складнішої технології, зв'язаної з обов'язковим двостадійним помелом вугілля для забезпечення бімодального гранулометричного складу, а також проведення процесу приготування ВВВС на двох паралельних технологічних лініях, на яких застосовуються неоднакові домішки-пластифікатори. Продукти двох паралельних технологічних ліній змішують з одержанням стабільної суспензії.
Існує ряд варіантів технології одержання висококонцентрованої водовугільної суспензії, які розрізняються застосовуваними технологіями збагачення і підготовки вугілля, реагентним режимов та апаратним оформленням. Основні з них:
- Технологія одержання висококонцентрованої водовугільної суспензії «Carbogel»
- Висушування окропом (англ. Hot water drying)

Перспективною є технологія одержання ВВП із застосуванням ефекту Ребіндера.